# Два стволи (фільм)
«Два стволи» (англ. 2 Guns) — американський комедійний бойовик режисера Балтасара Кормакура Тербера, що вийшов 2013 року. У головних ролях Дензел Вашингтон, Марк Волберг.
Сценарій картини написав Блейк Мастерс, продюсерами були Ендрю Косбі, Рендалл Емметт та інші. Вперше фільм продемонстрували 30 липня 2013 року у США у Нью-Йорку. В Україні прем'єра фільму відбулася 5 вересня 2013 року.

## Сюжет
Після викрадення великої суми грошей, Боббі і Стіґ влаштовують перестрілку і з'ясовують, що обидва є агентами під прикриттям. Їх підставили, щоб вони викрали гроші ЦРУ і тепер вони мають їх повернути.

## У ролях
| Актор               | Персонаж                                             | Роль           |
| ------------------- | ---------------------------------------------------- | -------------- |
| Дензел Вашингтон    | Роберт «Боббі» Тренч (англ. Robert "Bobby" Trench)   | агент УБН      |
| Марк Волберг        | Майкл «Стіґ» Стіґман (англ. Michael "Stig" Stigman)  | агент SEAL     |
| Паула Паттон        | Деб Ріс (англ. Deb Rees)                             | коханка Боббі  |
| Білл Пекстон        | Ерл (англ. Earl)                                     | менеджер банку |
| Фред Ворд           | Таві (англ. Tuwey)                                   | адмірал SEAL   |
| Джеймс Марсден      | Гарольд «Гарві» Квінс (англ. Harold "Harvey" Quince) | лейтенант SEAL |
| Роберт Джон Берк    | Джессап (англ. Jessup)                               | агент УБН      |
| Едвард Джеймс Олмос | Менні «Папі» Греко (англ. Manny "Papi" Greco)        | наркобарон     |
| Ембер Чилдерс       | Місіс Янґ (англ. Ms. Young)                          | —              |

## Сприйняття

### Критика
Фільм отримав загалом позитивні відгуки: Rotten Tomatoes дав оцінку 64 % на основі 148 відгуків від критиків (середня оцінка 6/10) і 75 % від глядачів із середньою оцінкою 3,8/5 (51,385 голосів). Загалом на сайті фільми має позитивний рейтинг, фільму зарахований «стиглий помідор» від кінокритиків і «попкорн» від глядачів, Internet Movie Database — 7,0/10 (8 118 голосів), Metacritic — 56/100 (40 відгуків критиків) і 6,8/10 від глядачів (51 голосів). Загалом на цьому ресурсі від критиків фільм отримав змішані відгуки, а від глядачів позитивні.
Ігор Грабович в «Українська правда. Життя» поставив фільму 3,5/5, сказавши, що це «доволі посередній і все ще літній бойовик з хорошими акторами у головних та другопланових ролях… попри досить насичений та драматичний сюжет, у якусь мить стає просто нудно».

### Касові збори
Під час показу у США, що почався 2 серпня 2013 року, протягом першого тижня фільм показали у 3,025 кінотеатрах і він зібрав $27,059,130, що на той час дозволило йому зайняти 1 місце серед усіх тогочасних прем'єр. Станом на 22 серпня 2013 року фільм зібрав у прокаті у США $61,994,170 при бюджеті $61 млн.